# Hypocrita caeruleomaculata
Hypocrita caeruleomaculata là một loài bướm đêm thuộc phân họ Arctiinae, họ Erebidae.